# 13032 Tarn
13032 Tarn este o planetă minoră (asteroid), cu un diametru de 4,514 km, din centura de asteroizi. A fost descoperită pe 7 octombrie 1989 la Observatorul European Austral de Eric Walter Elst și a fost numită după Râul Tarn. 
Obiectul prezintă o orbită caracterizată de o semiaxă mare de 2,7267932 UAi, o excentricitate de 0,04, o înclinație de 4,86931 ° în raport cu ecliptica.